# Caledoniscincus haplorhinus
Espèce
Synonymes
- Euprepes haplorhinus Günther, 1872

Statut de conservation UICN

 LC  : Préoccupation mineure
Caledoniscincus haplorhinus est une espèce de sauriens de la famille des Scincidae.

## Répartition
Cette espèce est endémique de Nouvelle-Calédonie. Elle se rencontre aussi dans les îles de Grande Terre, de Lifou, de Maré, de Ouvéa et des Pins ainsi que dans les îles Belep.

## Publication originale
- Günther, 1872 : On some new species of reptiles and fishes collected by J. Brenchley, Esq. Annals and Magazine of Natural History, sér. 4, vol. 10, no 60, p. 418–426 (texte intégral).